# Boodschap (winkel)

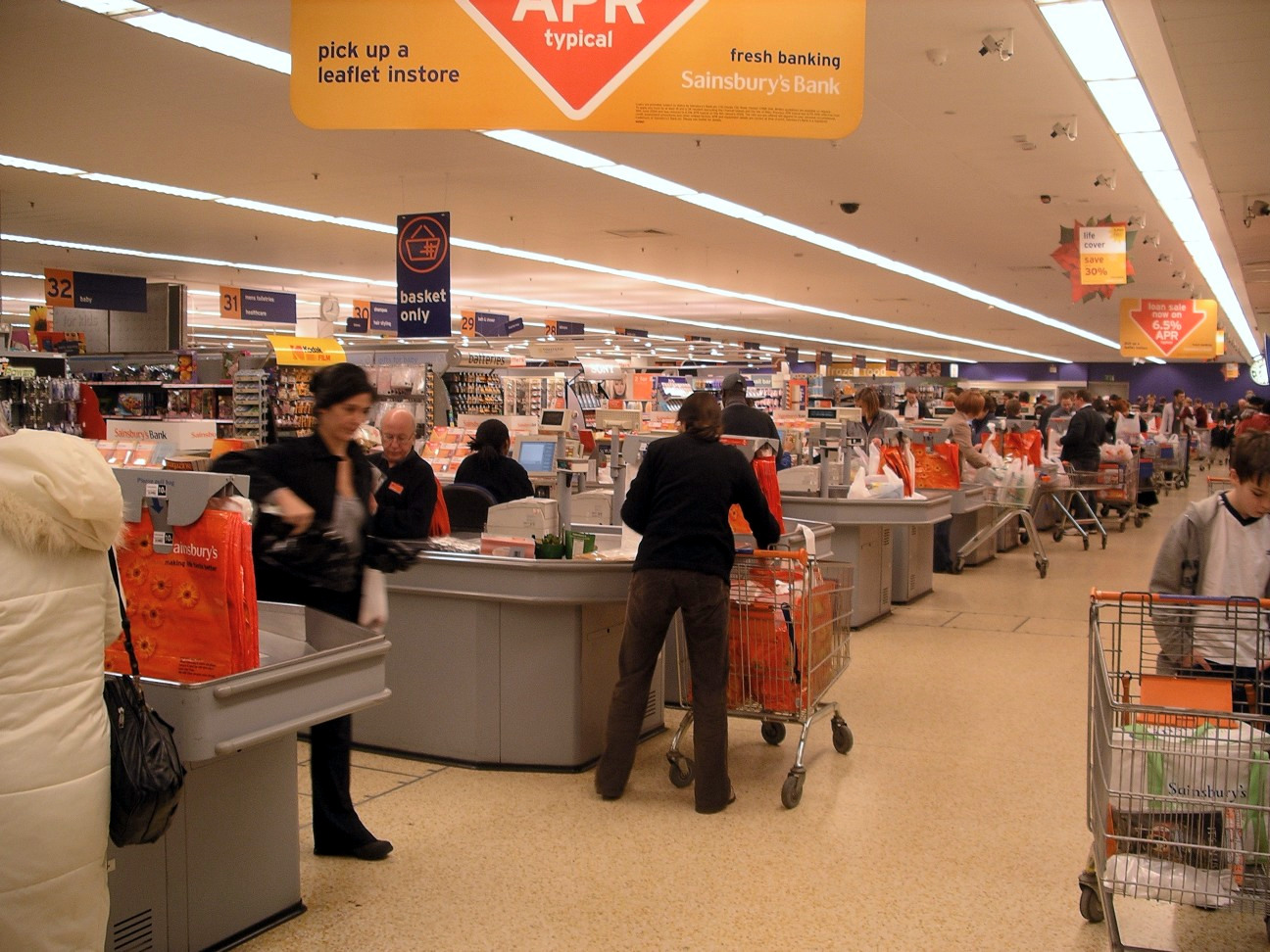
Boodschappen afrekenen bij de kassa in een supermarkt

Een boodschap is een aanschaf van een product door een consument in een winkel. Na uitzoeken van hetgeen de persoon nodig heeft, zal de consument het product aan de kassa afrekenen. Eind twintigste eeuw werkten kassa's elektromechanisch, waarbij informatie ingetoetst diende te worden door het winkelpersoneel (ook bekend als het aanslaan van de prijzen). De noodzaak tot voorraadcontrole leidde tot introductie van streepjescodes op de verpakking van producten. Deze streepjescode kon nu ook gebruikt worden voor het afrekenen. De boodschappen worden aan de kassa door het winkelpersoneel langs een scanner gehaald, en de consument krijgt een kassabon waarop de bedragen van alle producten staan vermeld. Het bedrag voor btw wordt apart vermeld.
In het taalgebruik wordt met een boodschap meestal bedoeld een aanschaf van één enkel of enkele producten, met name levensmiddelen, zoals uitgedrukt met: "even een boodschap doen". 

## De plaats waar men boodschappen doet

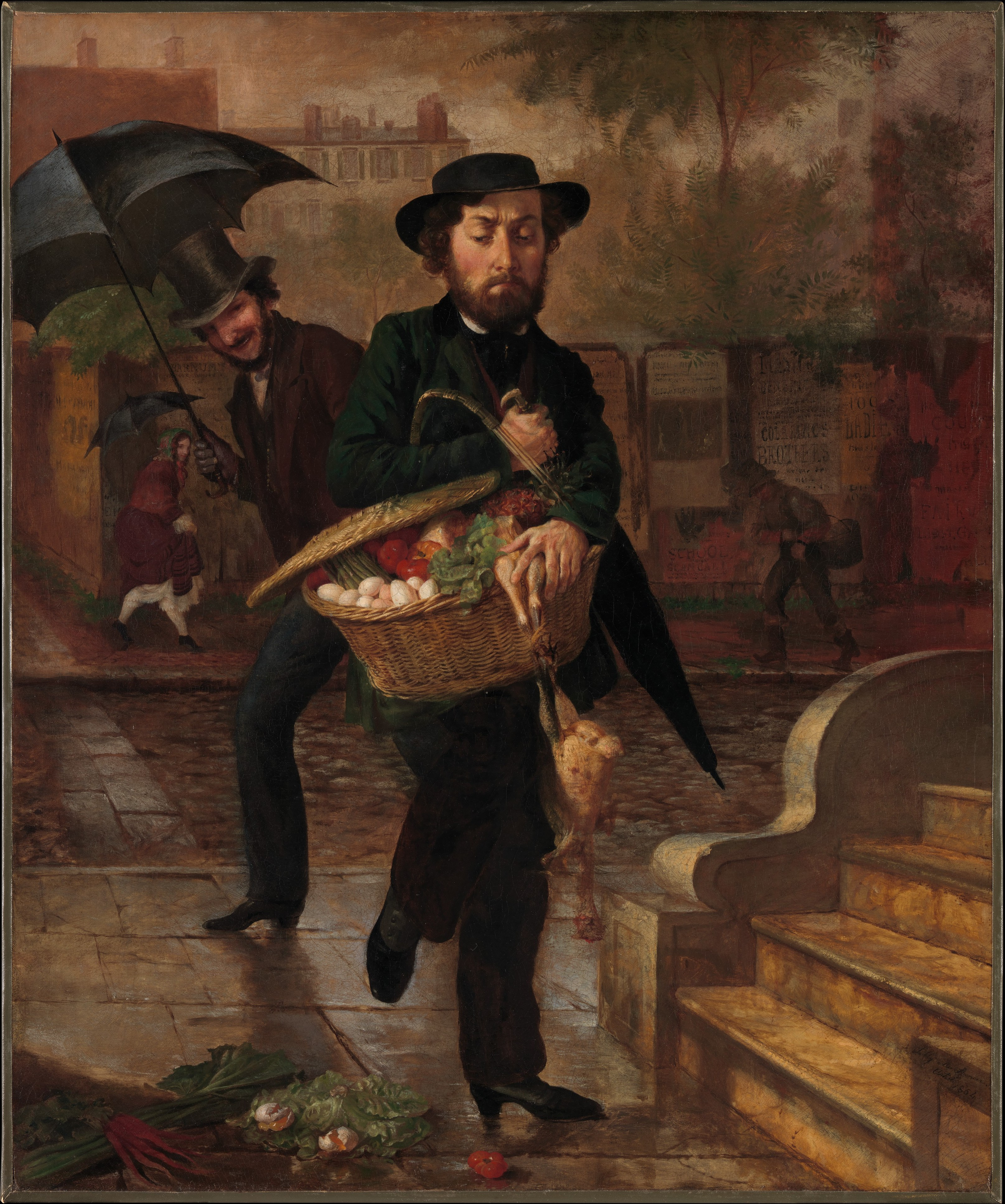
Een jonge echtgenoot doet voor het eerst boodschappen. Schilderij door Lilly Martin Spencer, 1854

Voordat de koelkast of de vrieskast zijn intrede deed, waarin bederfelijk voedsel langere tijd kan worden bewaard, deed de huisvrouw, de moeder van het doorsneegezin, meestal dagelijks de boodschappen. Ook kwamen diverse winkeliers aan de deur met de boodschappen, zoals de  melkboer of de groenteboer. Later veranderde de melkboer in de SRV-man.
De plaats waar men boodschappen doet is meestal in een winkel in de buurt, waar men te voet of per fiets heen kan gaan. In de meeste woonbuurten zijn vanaf het eind van de twintigste eeuw supermarkten gevestigd. Ook is er vaak een zelfstandige groenteboer, slager en bakker. De zelfstandige kruideniers zijn vrijwel verdwenen. De consument is bij het boodschappen doen vaak trouw aan dezelfde winkels.
Door het verdwijnen van de traditionele huisvrouw is ook het boodschappen doen aan verandering onderhevig. Gezinnen bestaan grotendeels uit tweeverdieners, zodat er geen tijd is om overdag boodschappen te doen. Daarnaast zijn er steeds meer alleenstaanden. De winkels passen zich aan deze ontwikkelingen aan, door bijvoorbeeld de sluitingstijden te verlengen.
Veel mensen wonen verder van hun werk, waardoor ze dagelijks heen en weer reizen. Deze forenzen wordt het aan het begin van de eenentwintigste eeuw makkelijk gemaakt. De mogelijkheden om de dagelijkse boodschappen te doen op een treinstation of bij een tankstation worden steeds groter. Deze winkels snoepen dan ook van de omzet van de traditionele kruideniers af. Een concern als Albert Heijn springt hierop in door speciale filialen in stations te openen, onder de naam AH to go. De verpakkingen zijn daar kleiner, de prijzen hoger dan in de traditionele supermarkt.

## Prijzen
Andere concerns, zoals Jumbo vallen juist op door zeer scherp op prijs te concurreren. Concerns als Aldi en Lidl importeren grote hoeveelheden producten van ver buiten Nederland, uit Europese landen waar de prijs/kwaliteit-verhouding zo gunstig mogelijk is.
In november 2006 blijkt uit onderzoek dat de gemiddelde Nederlander € 1500 per jaar in een supermarkt besteedt. In Engeland is dat € 2500.

## Vervoer
Het vervoer van en naar de winkel is voortdurend aan verandering onderhevig. Medio twintigste eeuw werden de boodschappen door de traditionele huisvrouw meestal te voet of per fiets gedaan. De boodschappen worden dan meestal in een boodschappentas geladen en zo meegenomen. Met de introductie van de auto werd steeds meer dit vervoermiddel gebruikt. Dat hing ook samen met het steeds groter en zwaarder worden van de boodschappen. Producten als frisdranken, bier, babyluiers, kattengrit zijn steeds meer in gebruik geraakt, waardoor de dagelijkse boodschappen omvangrijker en zwaarder zijn geworden. Daarbij komt dat er steeds meer tweeverdieners zijn gekomen, waardoor de boodschappen niet meer dagelijks worden gedaan, maar voornamelijk op de vrije zaterdag.
Deze trend zet zich aan het begin van de eenentwintigste eeuw voort. Er komen weilandwinkels met een zeer grote sortering, en steeds grotere verpakkingen, waardoor het eigenlijk niet meer mogelijk is met de fiets boodschappen te doen. In de Verenigde Staten liep deze ontwikkeling al in de jaren vijftig vooruit op die in Europa. Nu zijn dit soort megawinkels in veel landen gebruikelijk. Door het chronisch gebrek aan geschikte bouwgrond (met de nodige parkeerplaatsruimte) in Nederland is het aantal en de grootte van deze megawinkels op natuurlijke wijze beperkt. 

## Planning
Veel mensen maken, voordat ze boodschappen gaan doen, een boodschappenlijstje. Dit heeft als voornaamste doel om niets te vergeten. Daarnaast krijgen familieleden ook de kans om hun wensen op het lijstje te zetten, bijvoorbeeld wat ze graag willen eten de komende dagen. Het zich houden aan een van tevoren opgestelde boodschappenlijst helpt ook om het zich niet over te geven aan het impulsief kopen van bijvoorbeeld lekkernijen. Toch is uit onderzoek gebleken dat mensen met een boodschappenlijstje meer besteden dan mensen zonder zo een lijstje, wellicht omdat dezen niet alleen het gehele lijstje afwerken, maar ook enkele impulsaankopen doen.
Redenen om de koop van producten geen doorgang te laten vinden: het is te duur, het is niet gezond, het is moeilijk mee te nemen naar huis door gewicht of omvang.

## Uitdrukkingen
- Je kan hem om een boodschap sturen – hij is zelfstandig genoeg om een actie tot een goed einde te brengen.
- Een kleine boodschap ~ urineren.
- Een grote boodschap ~ defeceren.